# 大分県道413号杵築安岐国東自転車道線

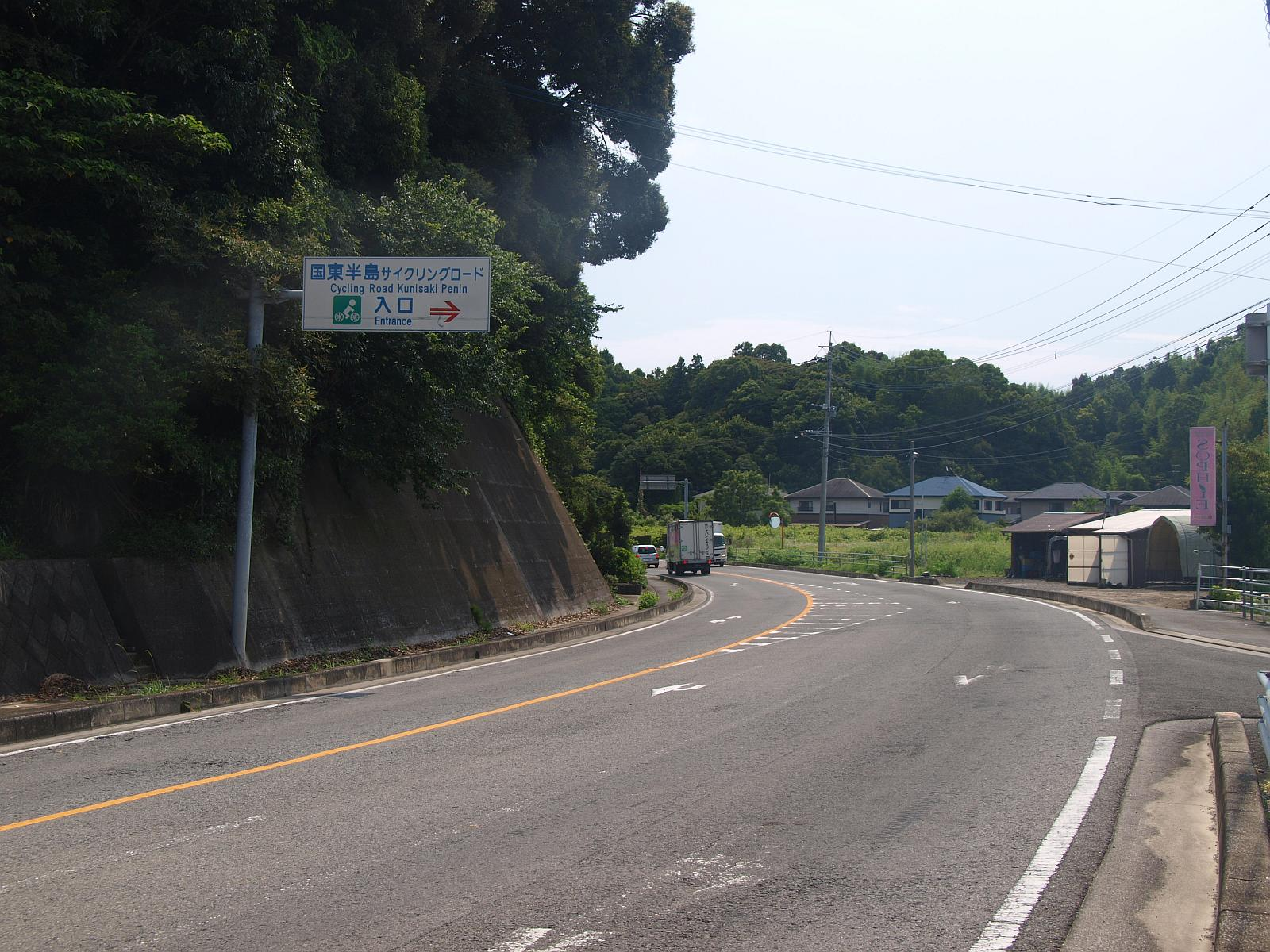
大分県道413号杵築安岐国東自転車道線起点

大分県道413号杵築安岐国東自転車道線（おおいたけんどう413ごう きつきあきくにさきじてんしゃどうせん）は、大分県杵築市の住吉浜から国東市安岐地区を経て、同市国東地区の奈良原海水浴場に至る自転車道である。大規模自転車道の一路線で、一般県道に認定されている。通称、国東半島サイクリングロード。

## コース
大分県の北東部に丸く突き出す国東半島の東岸を北上する総延長35.4kmの自転車道。大分交通国東線の路盤跡に造られた国道213号に概ね併走する海岸沿いの路線であり、起伏が少なく走りやすい。路線沿いの海岸線には数多の白砂青松の海岸が延びるほか、山中に立ち寄れば六郷満山の仏教文化を伝える古刹や磨崖仏が点在する。
ツール・ド・国東や国東半島100kmマラソンのコースとしても使用される。
路線途中の道の駅くにさきには全国に25箇所あるサイクリングターミナルのひとつである国東市サイクリングターミナルが設けられており、自転車のレンタルなどを行っている。

## 観光名所・施設
- 住吉浜 - 大分百景
- 住吉浜リゾートパーク
- 狩宿海岸 - 快水浴場百選

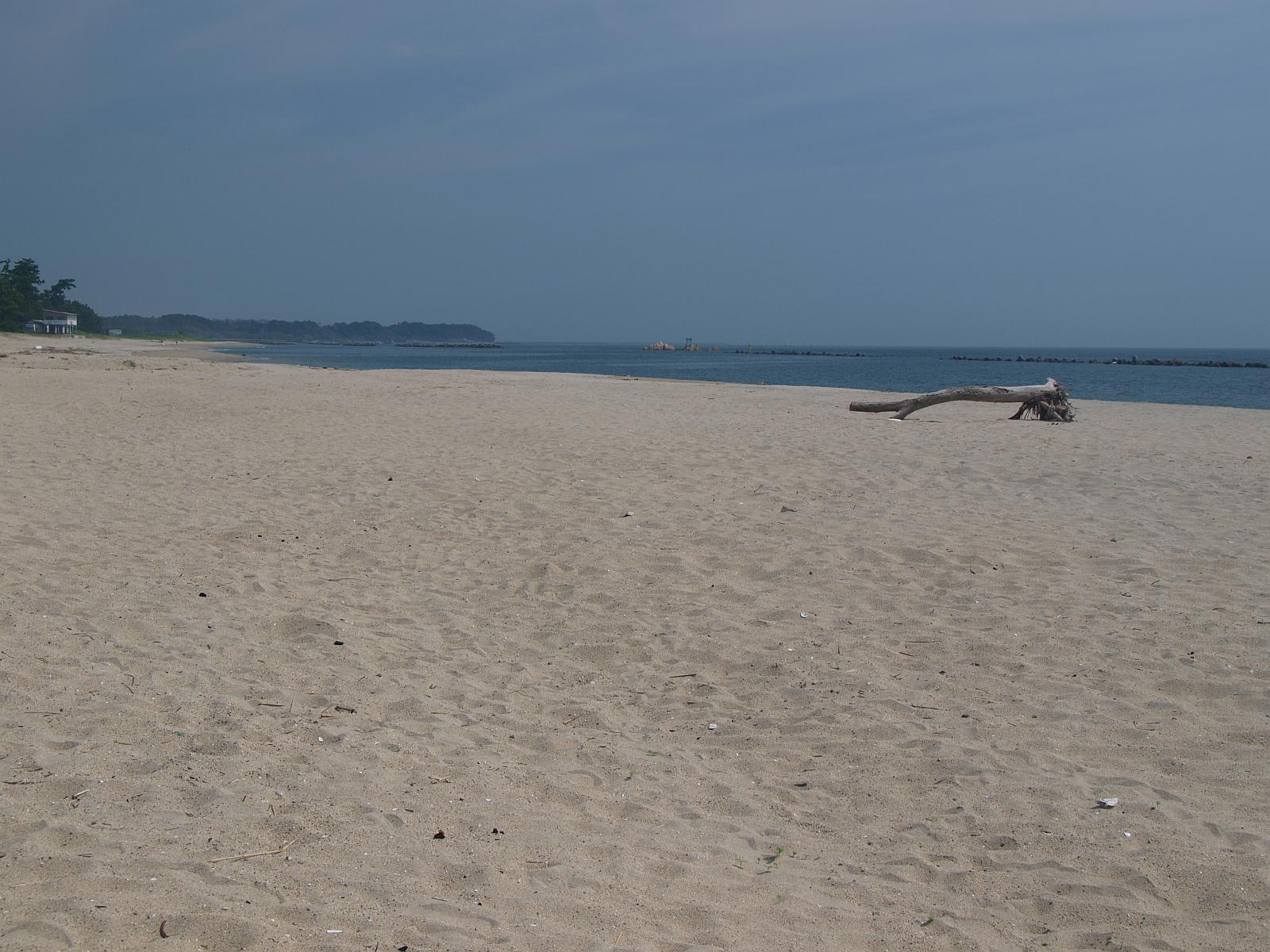
奈多海岸

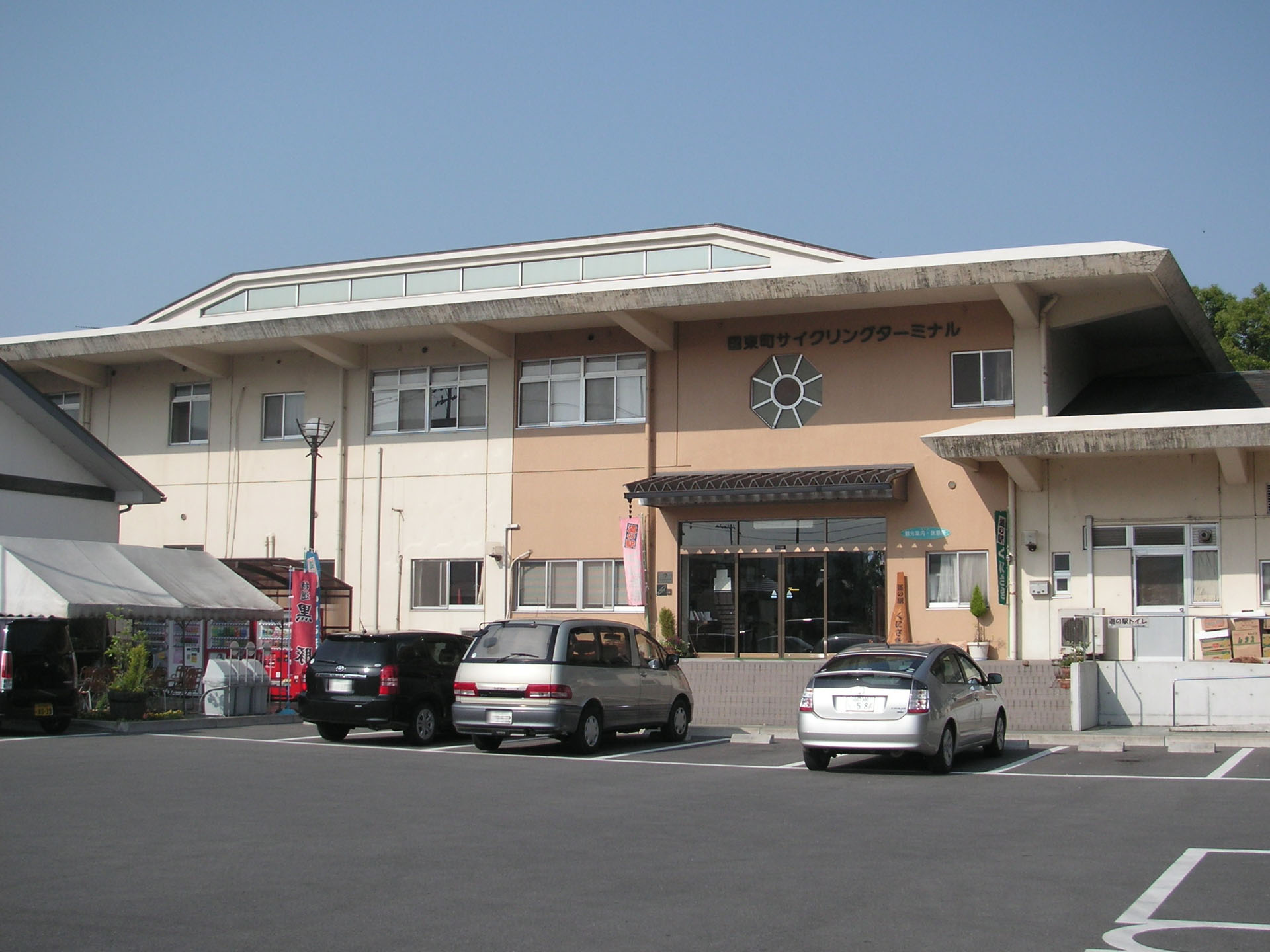
道の駅くにさきにある国東市サイクリングターミナル

- 奈多海岸 - 日本の白砂青松100選、快水浴場百選、大分百景
- 八幡奈多宮
- 大分空港
- 黒津崎海岸
- 道の駅くにさき
  - 国東市サイクリングターミナル